# 冬夏春的复调
《冬夏春的复调》是中国作家祖慰的首部长篇小说，1985年发表于中国青年出版社的《小说》丛刊并由中国文联出版社出版了单行本。作者将“善和善的冲突”作为主题，形式上模拟了复调音乐的结构。

## 情节
《冬夏春的复调》中的三位主人公冬（焦水生）、夏（王娟）、春（焦焰焰）都是正面人物，工作能力优秀、受人赞叹。焦水生是市委书记。王鹃是研究牛胚胎移植的先驱。焦焰焰在古乐器尤其是编钟研究上颇有成就。焦水生为女儿的择婿颇费心力，但他物色的对象女儿都不中意，让女儿陷入了为难。焦焰焰爱后母、和她年龄相仿的王娟，可是王却出于理智和责任想要结束与焦水生长达五年的分居，回到他身旁。故事最后，焦水生回到老家，而焰焰和王娟重新成为了姐妹。

## 风格
《冬夏春的复调》常常采取平叙手法——即叙述同一时间在一个场景内的焦水生及另一场景中的焦焰焰。这样使得文字更加波澜起伏。作品中采用了意识流的写法，但没有西方小说中那种反情节倾向。比如焰焰少女时代的这段独白就是用来推动情节的:“爸爸为我买了许多高级补品。但是，吃什么营养品也阻挡不了消瘦……妈妈，如果我要做到彻底的不虚伪，那我还得向您承认，我甚至动过这样的念头：请医生把您遗传给我的标志着女性的东西切除掉，当个中性的人”。

## 主题
善良、同情、感恩、利他等传统上"善"的素质，一旦用于婚恋、家庭，往往意味着对个体感情欲望的牺牲，这种人"存天理、灭人欲"的传统模式必然导致矛盾。该书提醒人们注意这一点，化解悲剧需要人们观念的改变。焦水生最后理解了女儿，也解除了自己的孤独。作者通过这个故事表明:只有理解和沟通，才是真正的通往和谐之路。